# Eduard Hummelsheim
Eduard Karl Maria Joseph Hummelsheim (* 26. Januar 1868 in Köln; † 1. Oktober 1952 in Köln) war ein deutscher Mediziner und Hochschullehrer.
Hummelsheim war der Sohn des Friedrich Hummelsheim und seiner Ehefrau Margaretha, geb. Fleischhauer. Er wuchs in Köln auf, wo er zunächst die Elementarschule an der Apostelkirche und anschließend, ab 1877, das Königliche katholische Gymnasium an der Apostelkirche besuchte, das er Ostern 1886 mit dem Reifezeugnis verließ.
Von 1886 bis 1888 studierte Hummelsheim Medizin an der Rheinischen Friedrich-Wilhelms-Universität in Bonn, wo er am 22. Februar 1888 das tentamen physicum bestand. Danach leistete er halbjährigen Militärdienst beim 1. Infanterie-Regiment in München. Im Wintersemester 1888/1889 ging Hummelsheim zur Fortsetzung seines Studiums nach Berlin. Zum Sommersemester 1889 kehrte er nach Bonn zurück, wo er am 2. Mai 1890 das examen rigorosum bestand. 1890 promovierte er mit einer Arbeit Über Hernia umbilicalis zum Dr. med. 1897 habilitierte Hummelsheim sich als Privatdozent für Augenheilkunde, um anschließend lange Jahre in Bonn zu lehren.
Als Forscher entwickelte Hummelsheim die nach ihm benannte Hummelsheim-Operation. Bei dieser handelt es sich um eine Augenmuskeloperation zur Behandlung einer Abduzensparalyse durch Muskeltransposition der vertikalen Recti. Dabei werden die lateralen Anteile des halben oberen Musculus rectus superior und des halben unteren Musculus rectus inferior zur Ansatzstelle des betroffenen Musculus rectus lateralis verschoben, um so das Auge für ein einigermaßen brauchbares Binokularsehen in Richtung der Primärposition mit Blick geradeaus halten zu können.

## Veröffentlichungen
- Über Hernia umbilicalis, 1890.
- Schrift-Proben zur Bestimmung der Sehschärfe, 1932.

## Nachweise
1. ↑  Susan L Bartolucci: Stedman's medical eponyms, 2005, S. 34.
2. ↑  Herbert Kaufmann: Strabismus. 5. vollständig überarbeitete Auflage mit Heimo Steffen. Georg Thieme Verlag 2020, ISBN 9783132413306

| Personendaten    | Personendaten                                              |
| ---------------- | ---------------------------------------------------------- |
| NAME             | Hummelsheim, Eduard                                        |
| ALTERNATIVNAMEN  | Hummelsheim, Eduard Karl Maria Joseph (vollständiger Name) |
| KURZBESCHREIBUNG | deutscher Mediziner und Hochschullehrer                    |
| GEBURTSDATUM     | 26. Januar 1868                                            |
| GEBURTSORT       | Köln                                                       |
| STERBEDATUM      | 1. Oktober 1952                                            |
| STERBEORT        | Köln                                                       |